# Kvælstoffiksering
Kvælstoffiksering er en proces, hvor det forholdsvis inaktive, molekylære kvælstof tages fra luften og omdannes til biologisk nyttige forbindelser som f.eks. ammonium, nitrat og kvælstofilte.
I naturen udføres kvælstoffiksering af et antal forskellige mikroorganismer, som f.eks. actinomyceter og cyanobakterier. Planter kan ikke udføre kvælstoffiksering selv, men mange højere planter har skabt symbioser med kvælstoffikserende mikroorganismer. De bedst kendte er bælgplanter såsom kløver (Trifolium), der danner knolde på rødderne, hvor de huser bakterier, der danner brugbare kvælstofforbindelser. På den måde bliver bælgplanterne selvforsynende med kvælstof, men da de taber en hel del via utætheder i rodsystemet, gøder de også deres nærmiljø. Der er dog også planter i andre familier, der har tilsvarende symbioser (se nedenfor). Endelig har visse laver dannet symbiose med kvælstoffikserende cyanobakterier. I landbruget kan fikseringen ske bevidst ved at nedpløje efterafgrøder.
Siden Justus von Liebigs opfindelse af kunstgødning (se urea) har man kendt til kunstig kvælstoffiksering. Fremstilling af kvælstofgødning er i dag så omfattende, at den udgør den væsentligste kilde til kvælstoffiksering i hele biosfæren.

## Kvælstoffikserende mikroorganismer
- Cyanobakterier
- Knoldbakterier
- Grønne svovlbakterier

## Planter med symbiotiske kvælstoffikserende mikroorganismer, der ikke er bælgplanter
- El (Alnus)
- Ceanothus
- Bregnepors (Comptonia)
- Koglepalme (Cycas)
- Sølvblad (Elaeagnus)
- Gunnera
- Havtorn (Hippophaë)
- Pors (Myrica)
- Bøffelbær (Shepherdia)
- Pile-slægten[3]
- Poppel[3]

## Note
1. ↑  Hvornår bør efterafgrøder destrueres? 2021
2. ↑  Peter M. Vitousek, Chair, John Aber, Robert W. Howarth, Gene E. Likens, Pamela A. Matson, David W. Schindler, William H. Schlesinger og G. David Tilman: Human Alteration of the Global Nitrogen Cycle: Causes and Consequences i Issues in Ecology, 1997, 1 side 2-16 (engelsk)
3. 1 2  University of Washington. (2016, May 21). Bacteria in branches naturally fertilize trees. ScienceDaily Citat: "...There is a strongly held belief that only plants with root nodules can benefit from this type of symbiosis. This research provides the first direct evidence that nitrogen fixation can occur in the branches of trees, with no root nodule required...This could have significant implications for common agricultural crop plants. The microbes the team has isolated from wild poplar and willow plants help corn, tomatoes and peppers, as well as turf grasses and forest trees to grow with less fertilizer..."